# Малевский, Антон Викторович
Антон Викторович Малевский (26 февраля 1967 — 6 ноября 2001) — российский криминальный авторитет, мультимиллионер, носил прозвище «алюминиевый король России», лидер Измайловской организованной преступной группировки (ОПГ) с конца 1980-х годов.

## Биография
Антон Викторович Малевский родился в Москве в интеллигентной московской семье: его отец Виктор Владимирович Штейнберг — крупный учёный-сейсмолог, заместитель директора Института физики Земли. Из-за распространённого в те годы в СССР антисемитизма родители дали Антону фамилию матери (Ольги Малевской). Малевский А.В. был участником войны в Афганистане. После демобилизации из ВДВ связался с криминальным миром.
В 1993 г. против него было возбуждено уголовное дело по факту хранения оружия. Согласно книге Александра Максимова «Российская преступность: кто есть кто», к середине 1990-х годов Малевский стал совладельцем нескольких крупных московских предприятий, развлекательных заведений и коммерческих банков.
В ходе судебного разбирательства по делу арестованного в Германии преемника Антона Малевского на посту главаря ОПГ (Александр Афанасьев, или Афоня) прокуратура Штутгарта пришла к выводу, что «…измайловская группировка помогала Олегу Дерипаске получить контроль над рядом металлургических предприятий. Причём этот процесс сопровождался убийствами и целым рядом других преступлений». Согласно поданному группой компаний принадлежащих Михаилу Живило в 2000 г. в Федеральный суд Нью-Йорка иску, Антон Малевский являлся совладельцем алюминиевого бизнеса Дерипаски. В 2003 году Федеральный суд Нью-Йорка отверг претензии Живило.
В 1994 году Малевский вместе с семьёй эмигрировал в Израиль, получив израильское гражданство по закону о репатриации как внук еврея. В том же году израильское гражданство получил и Михаил Черной, который также эмигрировал в Израиль на фоне скандала с фальшивыми авизо и подозрениями в мошенничестве.
В России имя Антона Малевского впервые привлекло внимание общественности в 1996 году, когда телеканал НТВ начал трансляцию серии программ, обвиняющих Trans-World Group в работе с Измайловской ОПГ и совершении серии громких убийств: в частности, убийства Феликса Львова, Олега Кантора и Вадима Яфясова. Двое последних были владельцами банка «Югорский».
К 2001 году Малевский, которому было всего 34 года, стал мультимиллионером и одним из королей преступного мира России. Деньги свои он держал в Европе, где за ними смотрели два его старых соратника — бандиты Витя Роман и Марчелло. Оба на постоянной основе жили в Вене. Малевский и сам пытался осесть в Израиле, но в 1998 его лишили гражданства этой страны по требованию местного МВД.
В криминальной среде Малевский не признавал авторитетов и считался беспредельщиком. По некоторым оперативным данным Малевский подозревался в убийстве криминального авторитета Глобуса (Валерий Длугач) и его помощника Бобона (Вячеслав Баннер). Однако Антон Малевский никогда не был судим и только один раз задерживался по подозрению в хранении оружия.
Занимался благотворительностью и реставрировал Свято-Вознесенский монастырь в Давидовой пустыни (Чеховский район Подмосковья).

## Смерть
Погиб на территории ЮАР в результате неудачного прыжка с парашютом. После его смерти Марчелло и Витя Роман, смотрящие за деньгами Малевского, почти одновременно умерли в Австрии. Оба — от сердечного приступа. Антон Малевский похоронен в Вознесенской Давидовой пустыни в Чеховском районе Подмосковья.